# Майстер Аркадій Олександрович
Аркадій Олександрович Майстер (11 червня 1950, с. Водички, нині Хмельницького району Хмельницької області) — тренер з веслування на байдарках і каное. Заслужений працівник фізичної культури і спорту України, Заслужений тренер України (2005).

## Життєпис
Народився 11 червня 1950 року у с. Водички Хмельницького району Хмельницької області. В 1971 році закінчив Харківський державний педагогічний інститут імені Григорія Сковороди за спеціальністю фізичне виховання. З 1975 року працює старшим тренером-викладачем ДЮСШ Департаменту освіти Хмельницької міської ради.

## Найвідоміші вихованці
- Інна Грищун — учасниця XXXI Олімпійських ігор (четверті місця в складі екіпажів байдарки-двійки та байдарки-четвірки), переможниця етапів Кубка світу, срібна призерка чемпіонату Європи (2014—2015 рр.);
- Олег Врублевський — каноїст, призер Кубка світу серед молоді до 23 років (1994);
- Олександр та Микола Кондратюки – призери чемпіонату Європи серед молоді (2004—2005 рр.);
- Марія Євдокимова — байдарочниця, майстер спорту України 2020 р.
- Олексій Євдокимов — каноїст, кандидат у майстри спорту України 2019 р.